# 깃코만

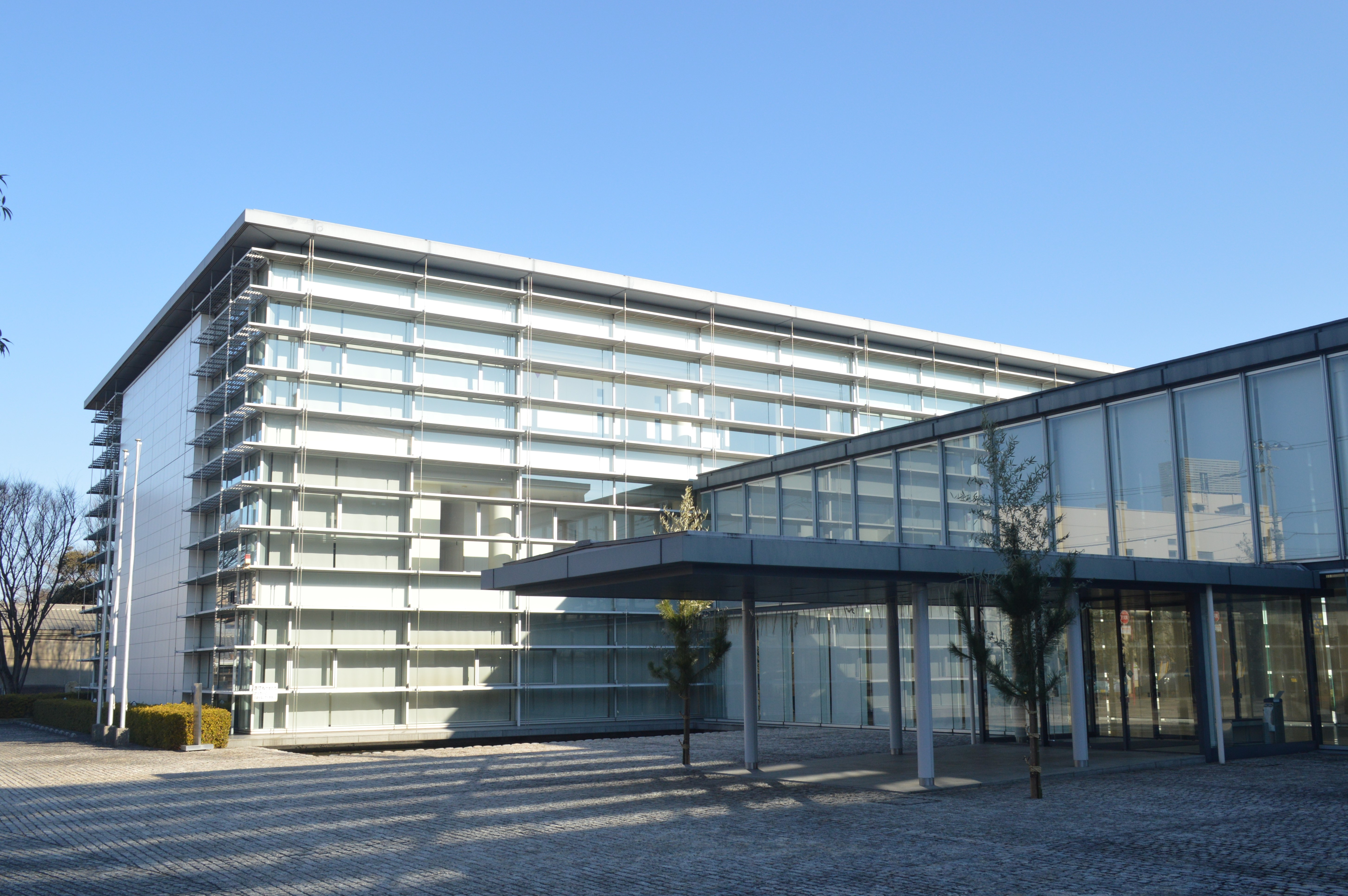

깃코만 주식회사(キッコーマン株式会社)는 1917년에 설립한 일본의 식품 회사이다. 지바현 노다시에 본사가 있다.